# Circondario di Ratisbona
Il distretto rurale di Ratisbona è uno dei distretti della Baviera. Il suo capoluogo, extracircondariale, è Ratisbona.

## Città e comuni
Il circondario comprende 41 comuni, 3 dei quali sono città e 8 hanno diritto di mercato.
(Superficie in km² e dato del 31 dicembre 2001, Abitanti il 31 dicembre 2023)
| Comuni del circondario | Città 1. Hemau (9 700) 2. Neutraubling (14 614) 3. Wörth a.d.Donau (5 148) Territori extracomunali (58,52 km²) 1. Forstmühler Forst (29,19 km²) 2. Kreuther Forst (7,76 km²) 3. Pielenhofer Wald r.d. Naab (5,39 km²) 4. Schwaighauser Forst (16,18 km²) 5. Waxenberger Forst-West (aufgelöst am 1. Juli 2000) | Comuni 1. Alteglofsheim (3 360) 2. Altenthann (1 514) 3. Aufhausen (2 004) 4. Bach an der Donau (1 809) 5. Barbing (5 884) 6. Beratzhausen (5 709) 7. Bernhardswald (5 530) 8. Brennberg (2 122) 9. Brunn (1 553) 10. Deuerling (1 993) 11. Donaustauf (4 589) 12. Duggendorf (1 608) 13. Hagelstadt (1 985) 14. Holzheim a.Forst (1 111) 15. Kallmünz (2 815) 16. Köfering (2 889) 17. Laaber (5 366) 18. Lappersdorf (13 524) 19. Mintraching (4 988) 20. Mötzing (1 328) 21. Nittendorf (9 402) 22. Obertraubling (8 793) 23. Pentling (6 398) 24. Pettendorf (3 497) 25. Pfakofen (1 688) 26. Pfatter (3 329) 27. Pielenhofen (1 657) 28. Regenstauf (16 630) 29. Riekofen (819) 30. Schierling (8 532) 31. Sinzing (7 569) 32. Sünching (2 270) 33. Tegernheim (5 868) 34. Thalmassing (3 604) 35. Wenzenbach (9 061) 36. Wiesent (2 723) 37. Wolfsegg (1 560) 38. Zeitlarn (5 721) Comunità amministrative 1. Alteglofsheim (Comuni di Alteglofsheim e Pfakofen) 2. Donaustauf (Mercato di Donaustauf e comuni di Altenthann e Bach a.d.Donau) 3. Kallmünz (Mercato di Kallmünz e comuni di Duggendorf e Holzheim a.Forst) 4. Laaber (Mercato di Laaber e comuni di Brunn e Deuerling) 5. Pielenhofen-Wolfsegg (Comuni di Pielenhofen e Wolfsegg) 6. Sünching (Comuni di Aufhausen, Mötzing, Riekofen e Sünching) 7. Wörth a.d.Donau (Città di Wörth a.d.Donau e comune di Brennberg) |